# Hammelburg

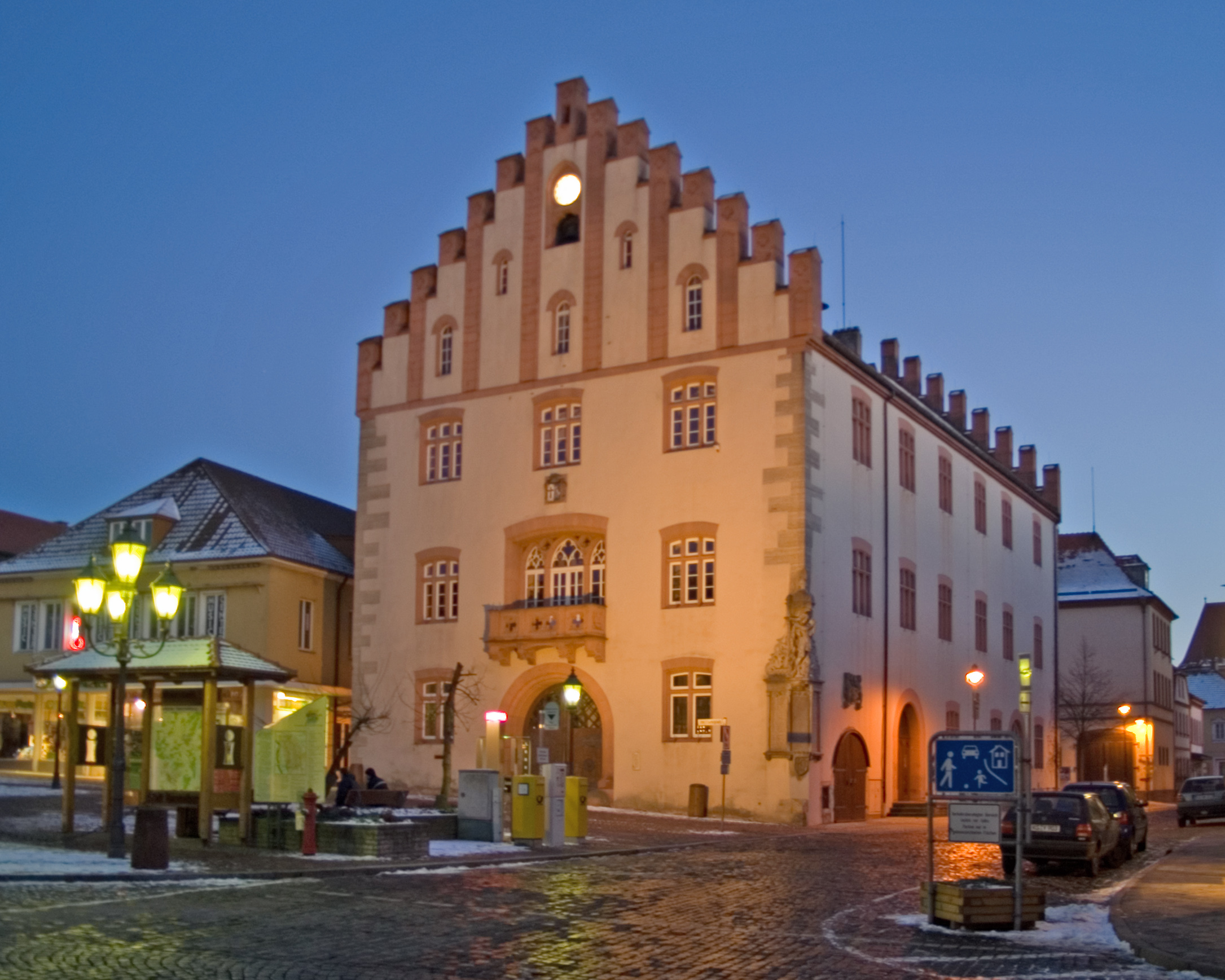
Hammelburg Rathaus

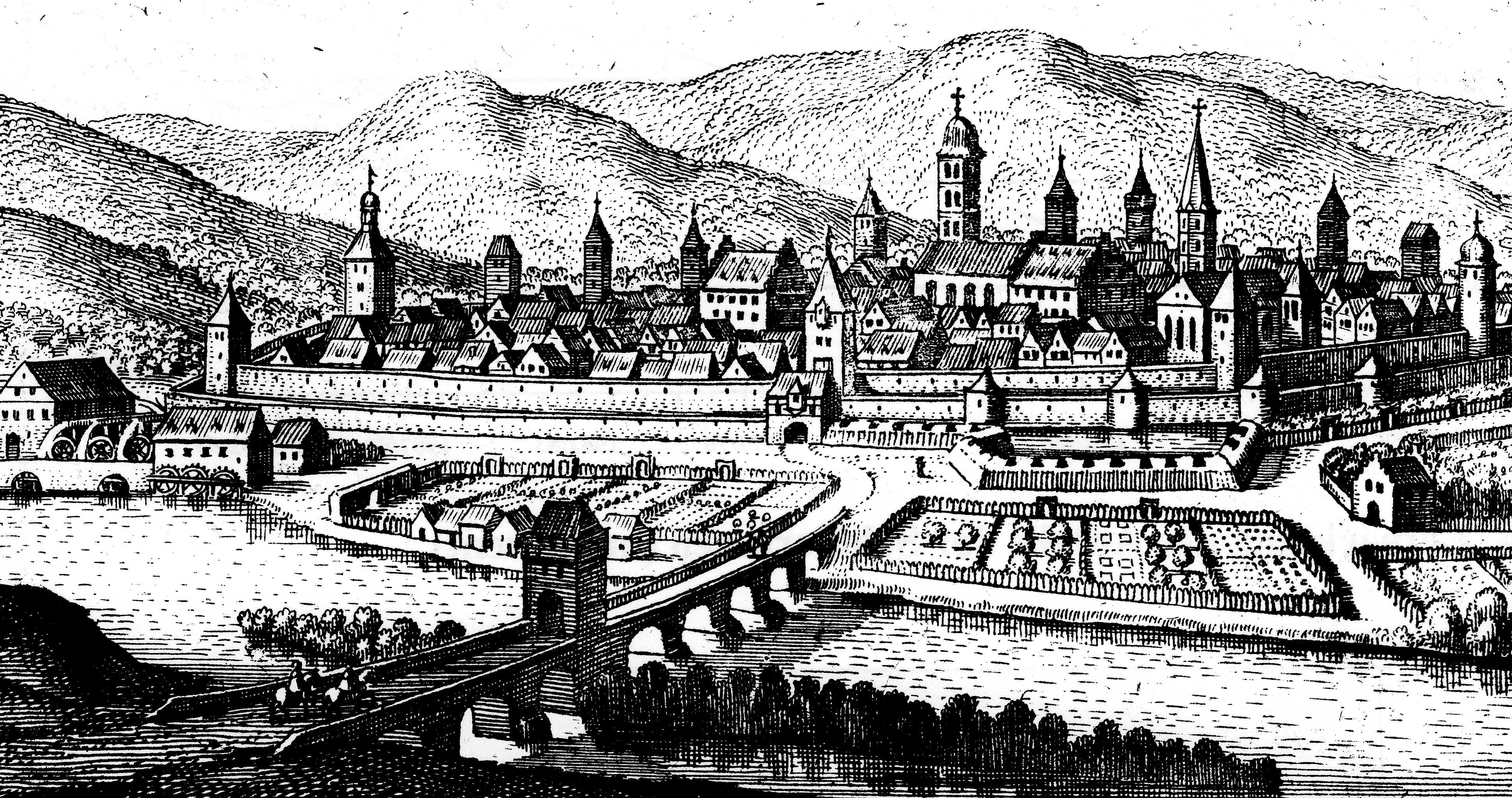
Hammelburg – engraving by Matthäus Merian 1655

Hammelburg là một thị xã tại huyện Bad Kissingen, in Lower Franconia, Bayern, Đức. Đô thị này tọa lạc bên sông Fränkische Saale, 25 km về phía tây của Schweinfurt. Hammelburg là thị xã trồng nho lâu đời nhất ở Franconia.
Trong thế chiến 2, đây là nơi có các trại tù binh OFLAG XIII-B và Stalag XIII-C.

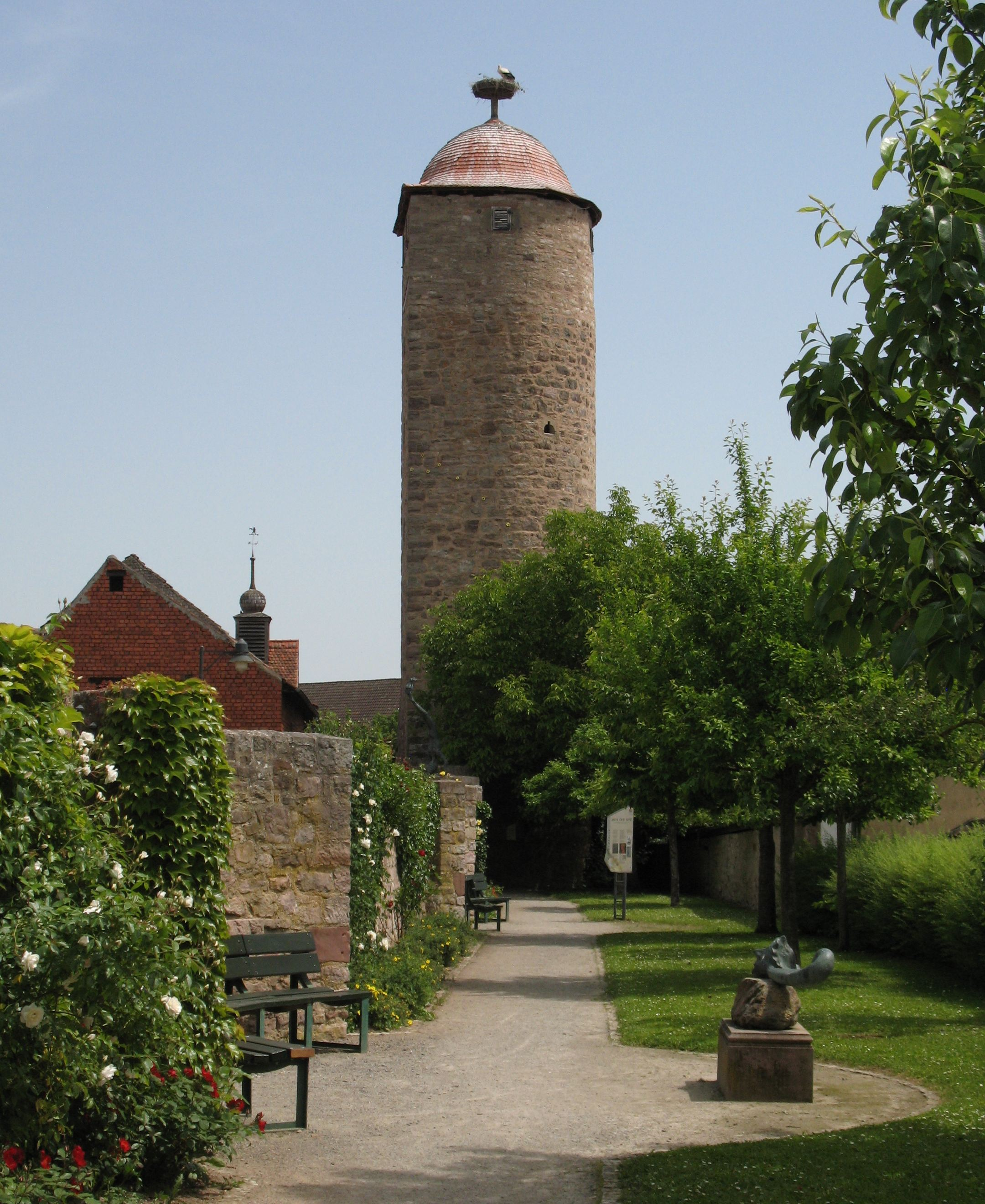
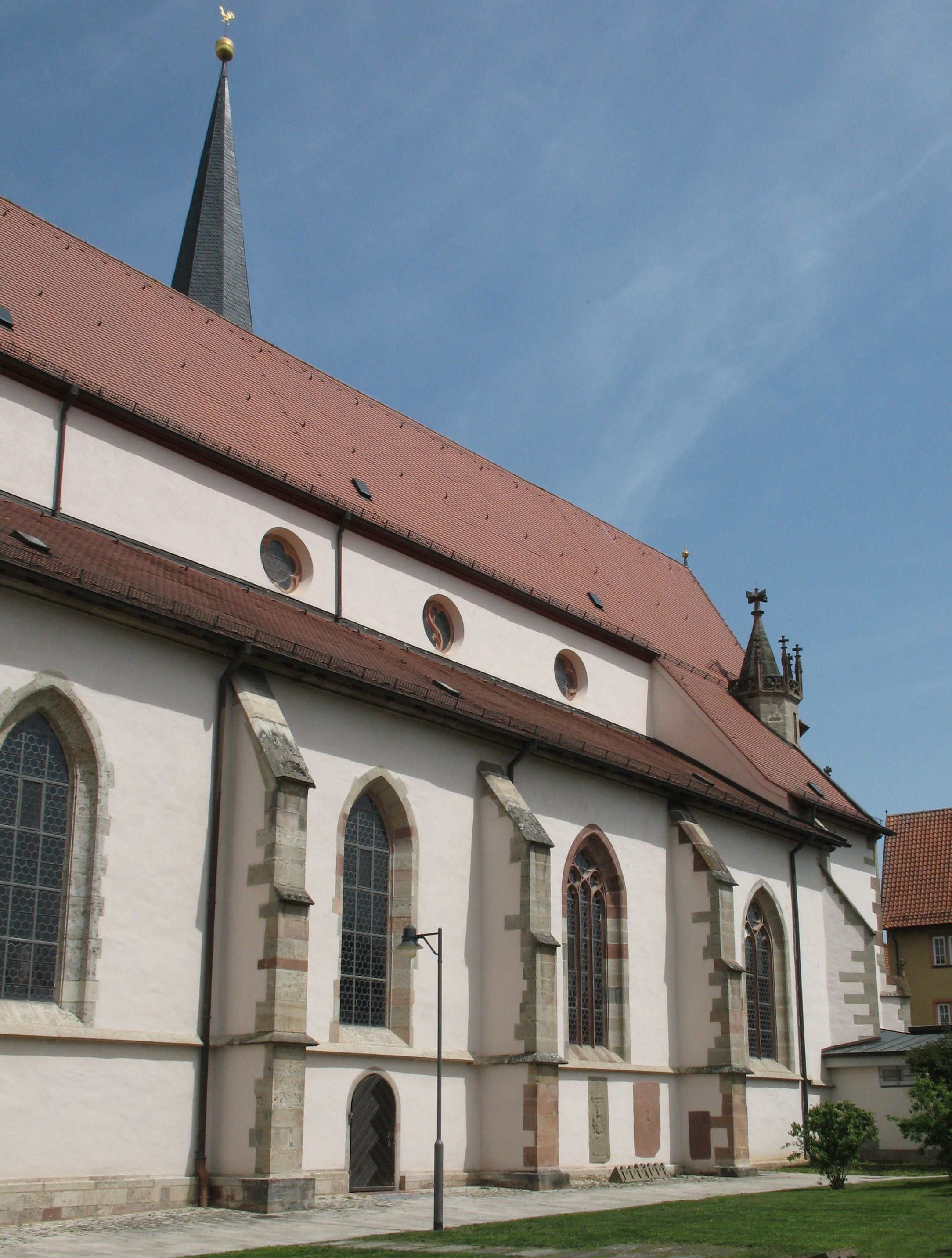
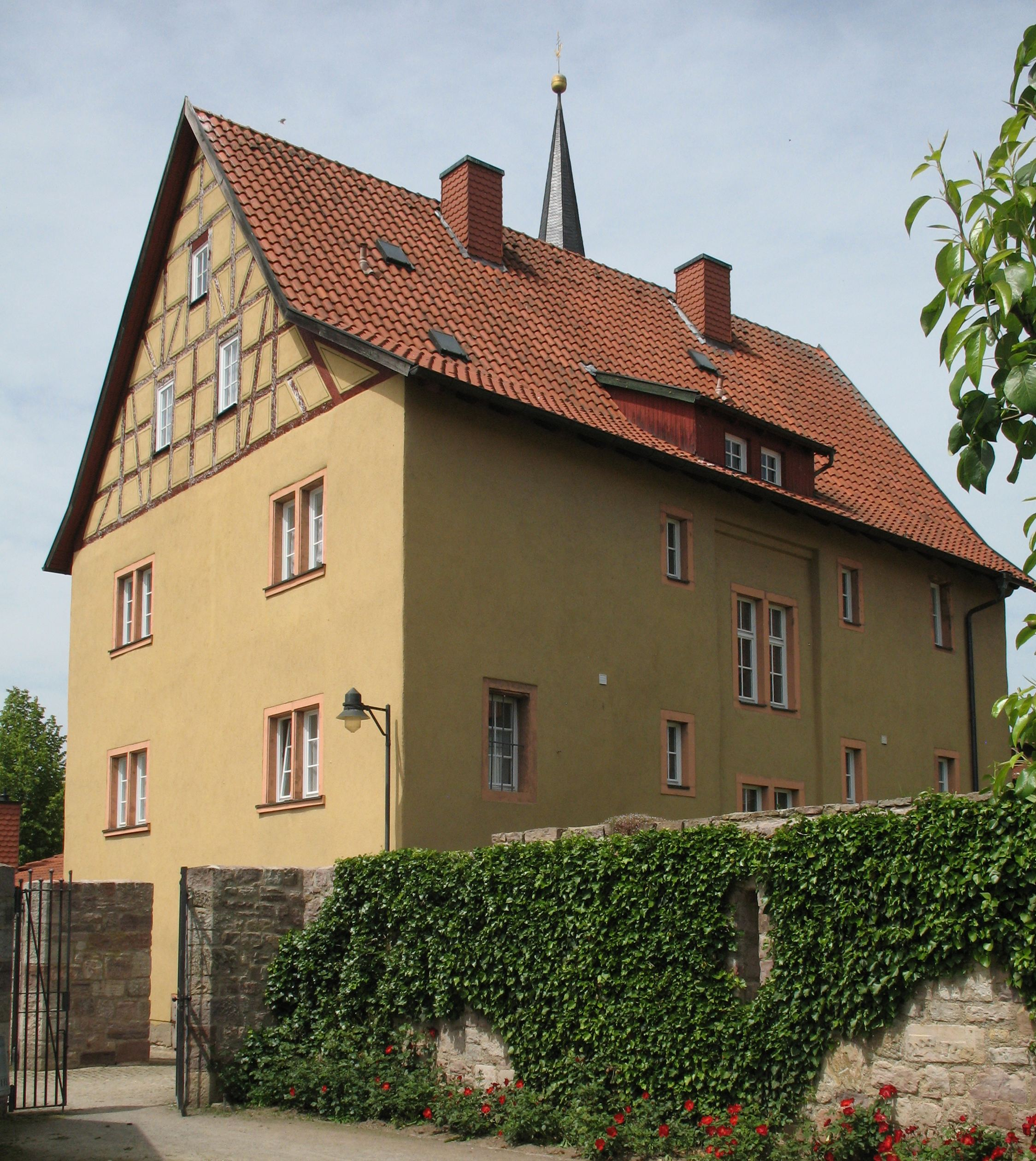
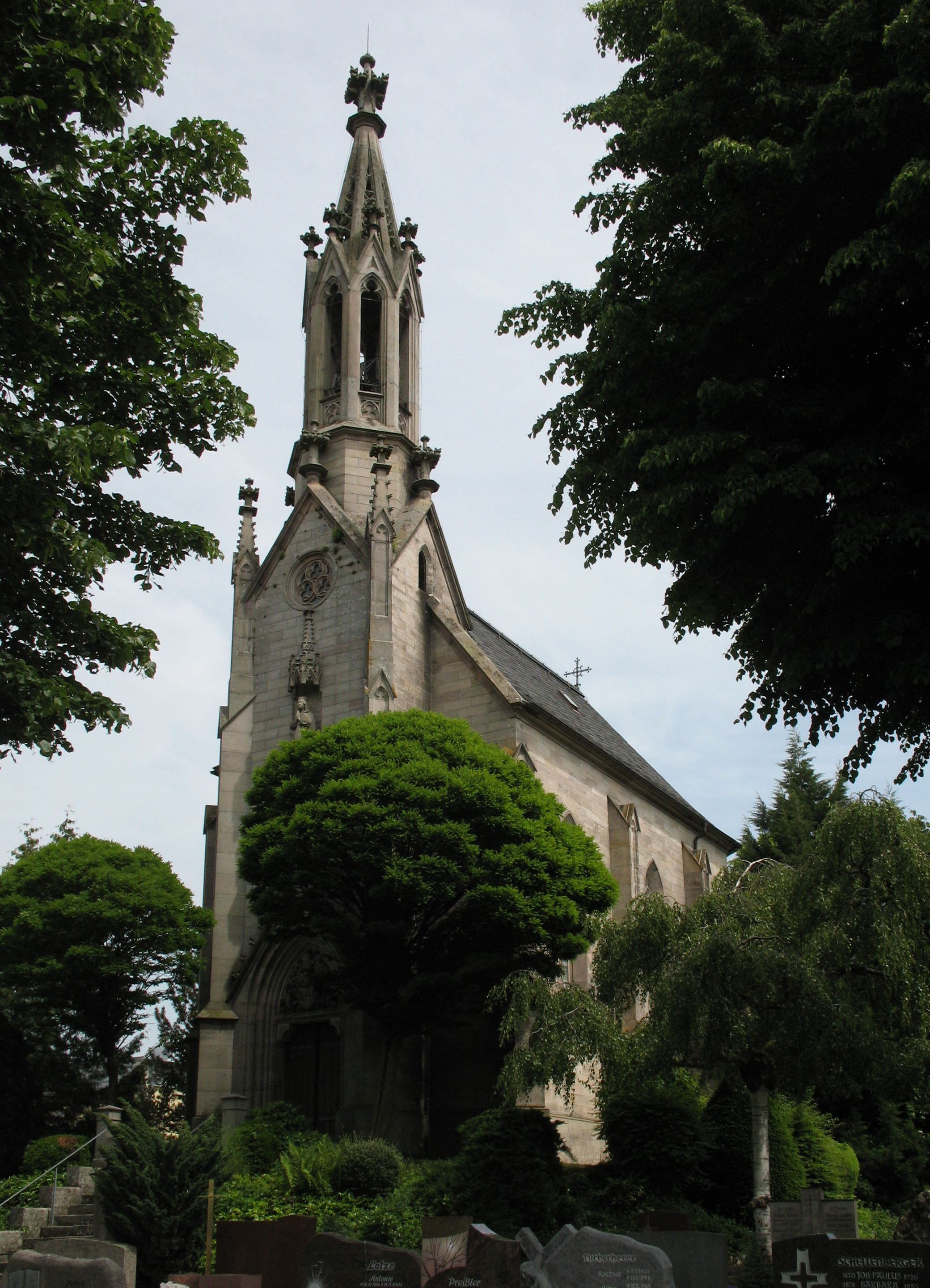
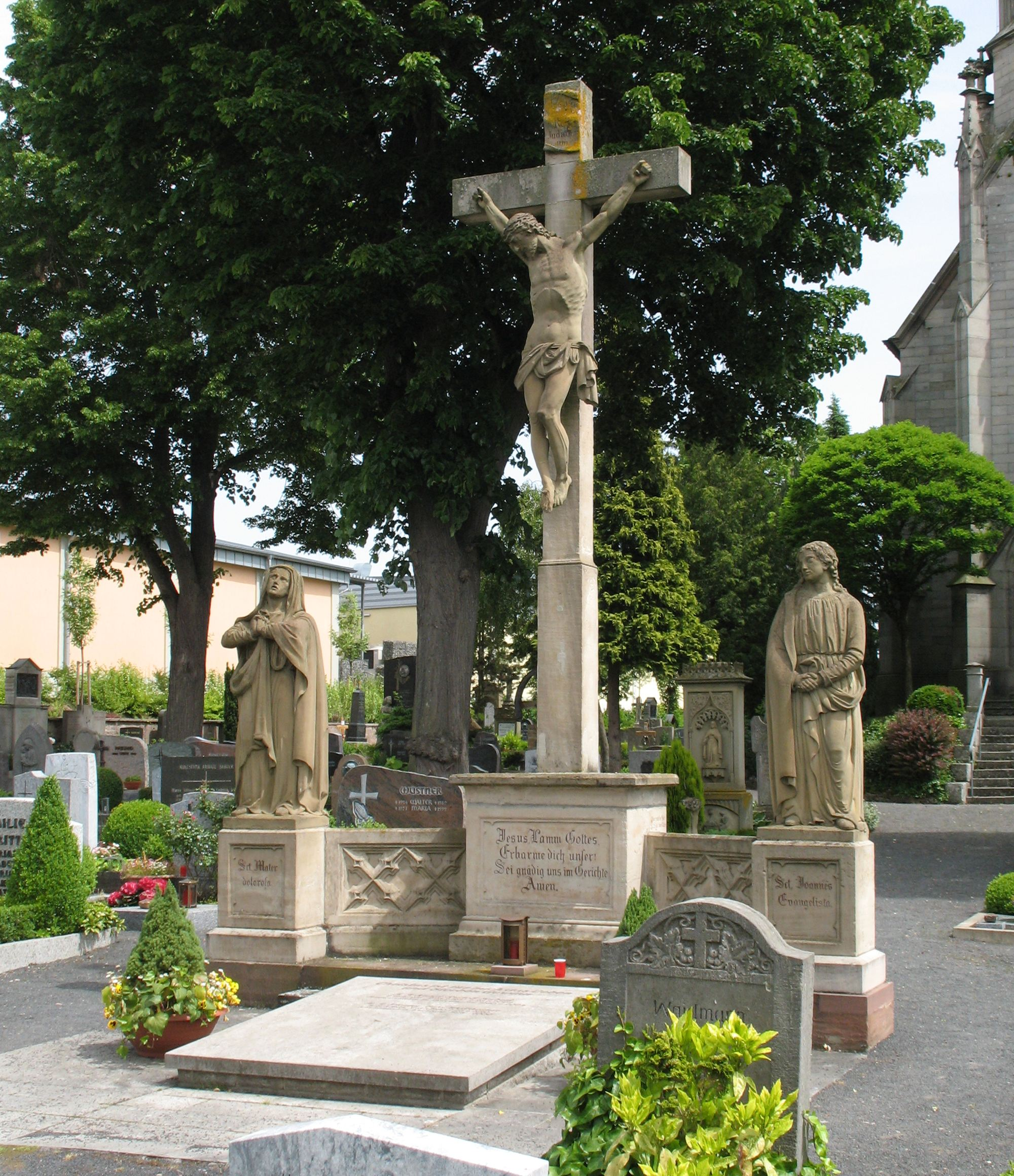
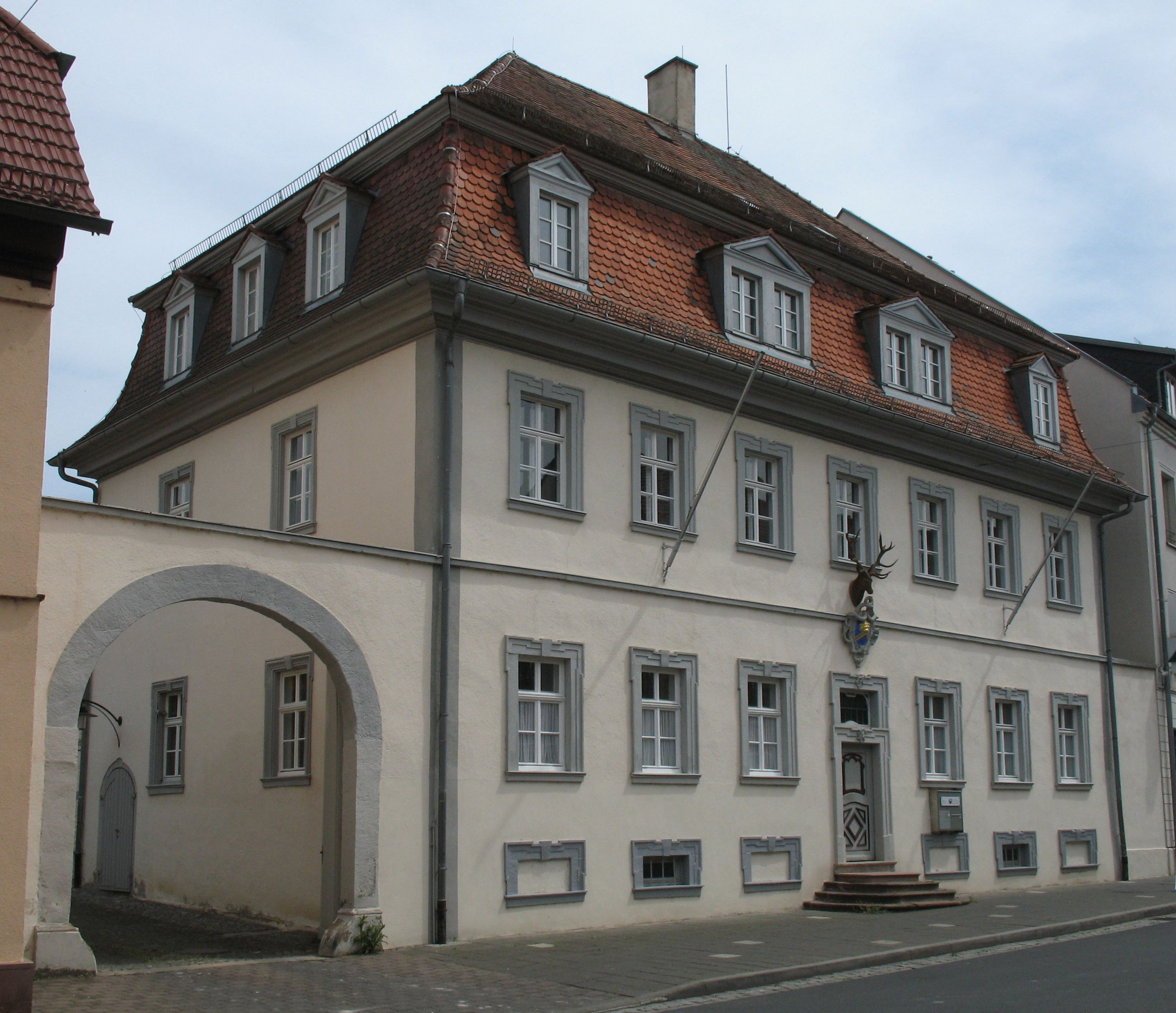
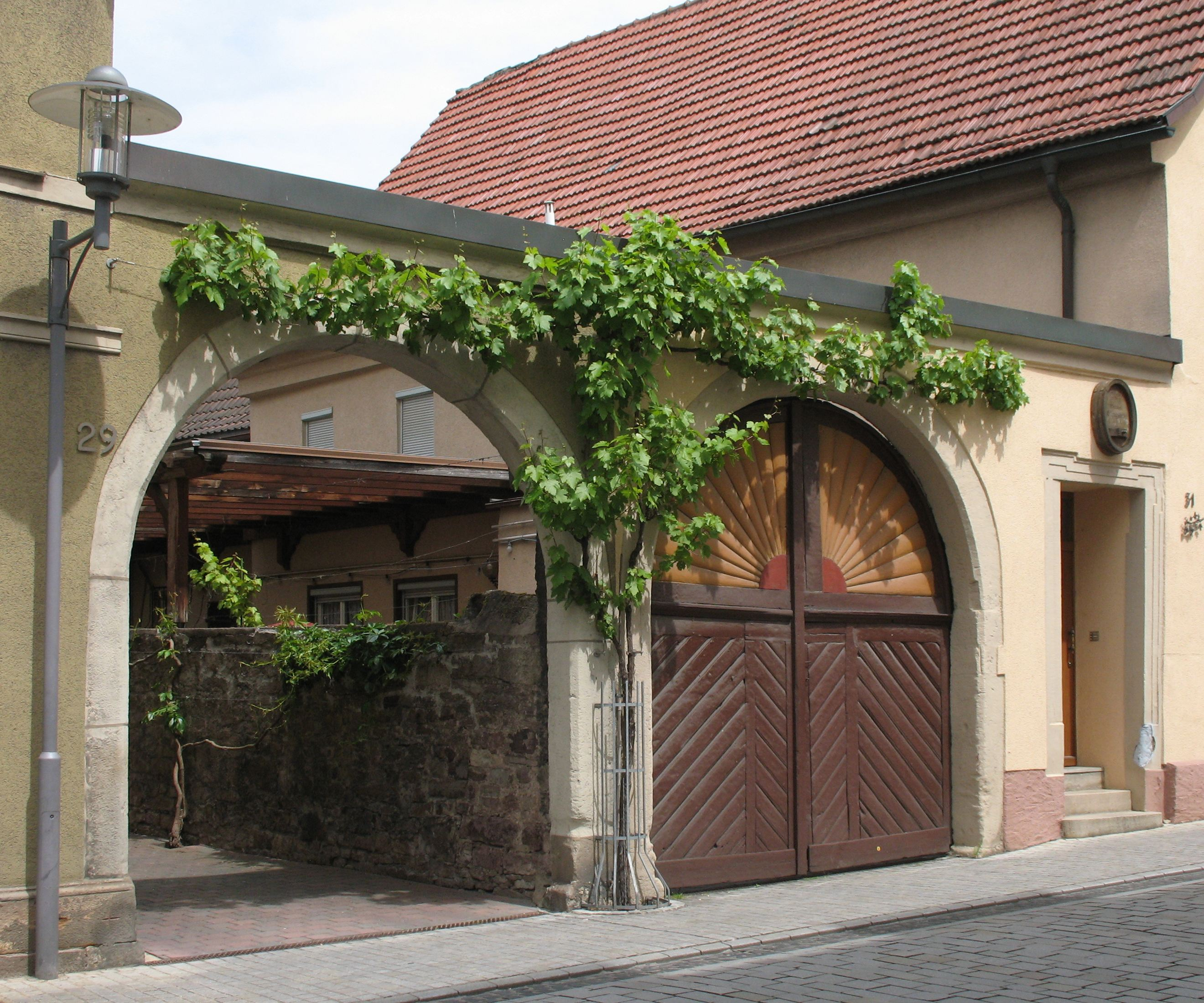
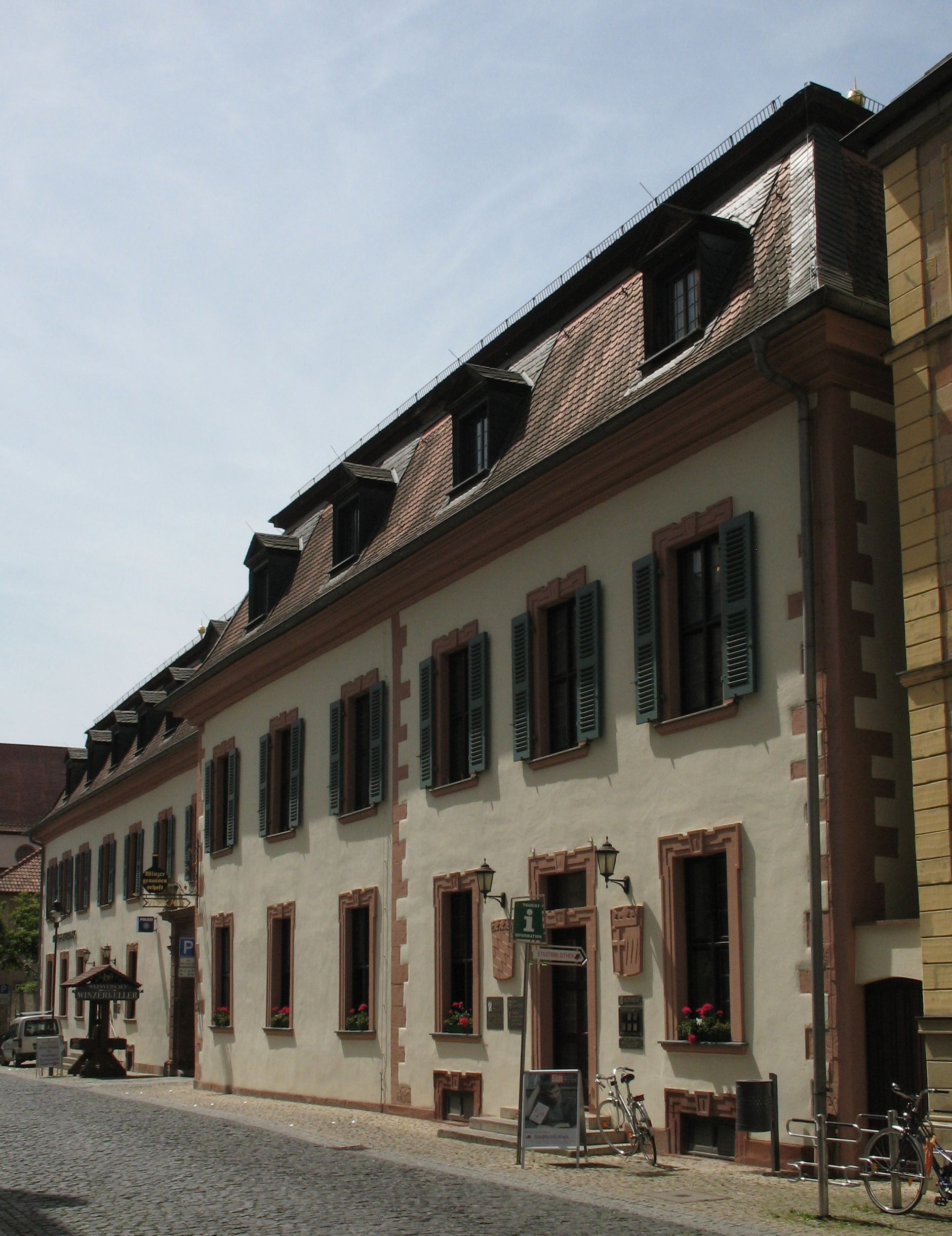
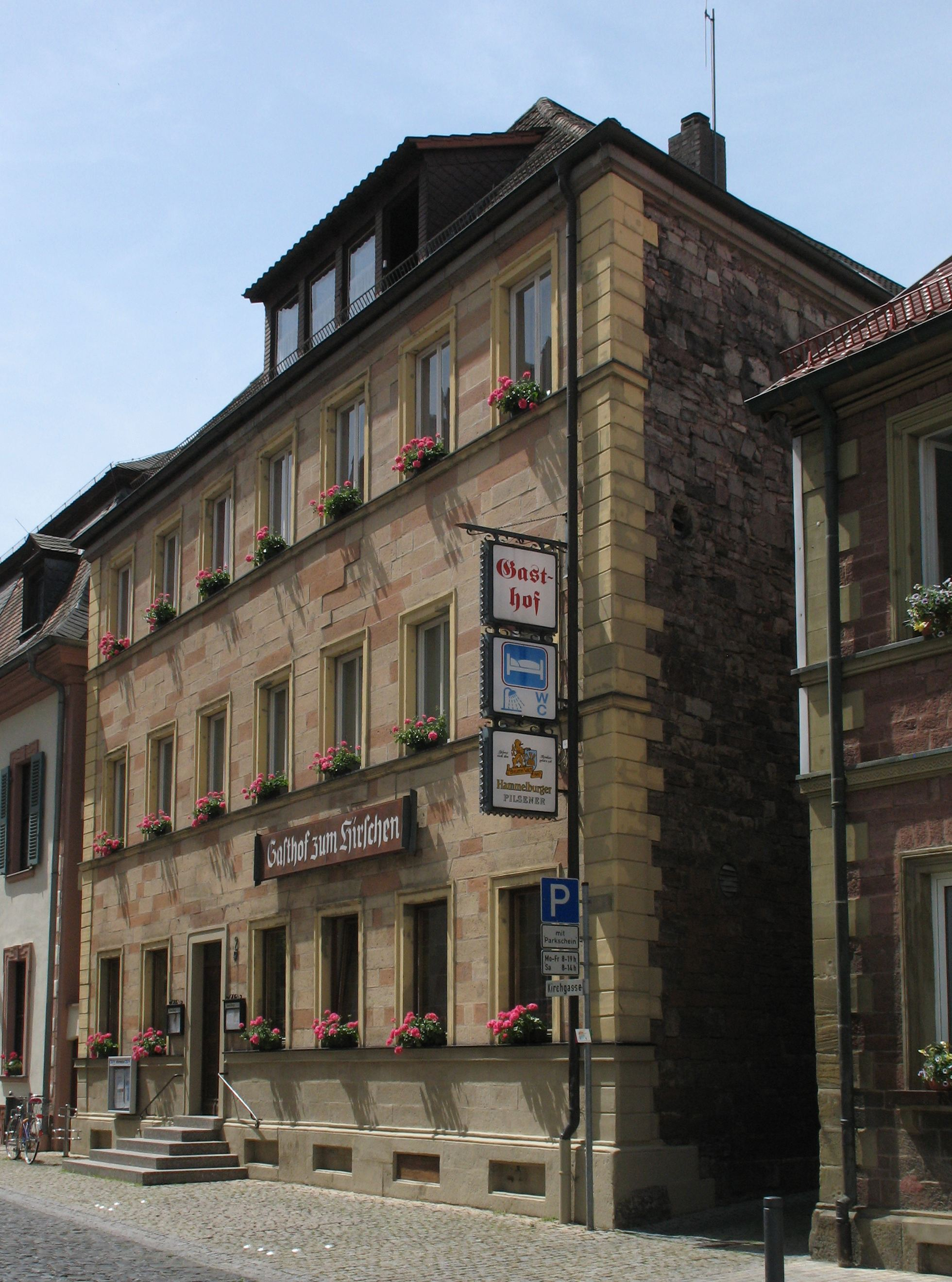